# 艾雷拉龍屬
艾雷拉龍屬（意為「 Victorino Herrera 的蜥蜴」），又稱黑瑞拉龍、埃雷拉龙、黑瑞龍或赫勒拉龍，是已知最早的肉食性恐龍之一。所有已知的標本都是發現於阿根廷巴塔哥尼亞西北部的三疊紀中後期地層，屬於卡尼階晚期，約2億3140萬年前。模式種是伊斯基瓜拉斯托艾雷拉龍（H. ischigualastensis），是在1963年由阿根廷古生物學家奧斯瓦爾多·雷格（Osvaldo A. Reig）敘述、命名，且是此屬的唯一種。伊斯龍（Ischisaurus）、富倫格里龍（Frenguellisaurus，又譯弗氏龍或弗倫尤里龍）則普遍被認為是艾雷拉龍的異名。
自发现以来，有很长的一段时间艾雷拉龍的分類都不清楚，原因是牠最初只有一些化石碎片。牠曾被認為是基礎獸腳亞目恐龍、基礎蜥腳形亞目恐龍、基礎蜥臀目恐龍、或者不是恐龍。但是，隨著1988年發現了大部份完整的骨骼及頭顱骨後，艾雷拉龍在至少五個關於獸腳亞目演化的研究中，被分類為早期的獸腳亞目、或早期蜥臀目恐龙，但也有研究人員選擇暫時性地將艾雷拉龍列為獸腳亞目的最原始物種。艾雷拉龍是中型的雙足恐龍，屬於艾雷拉龍下目，這群外表相似的動物，是最早期的恐龍演化擴散結果。

## 体征

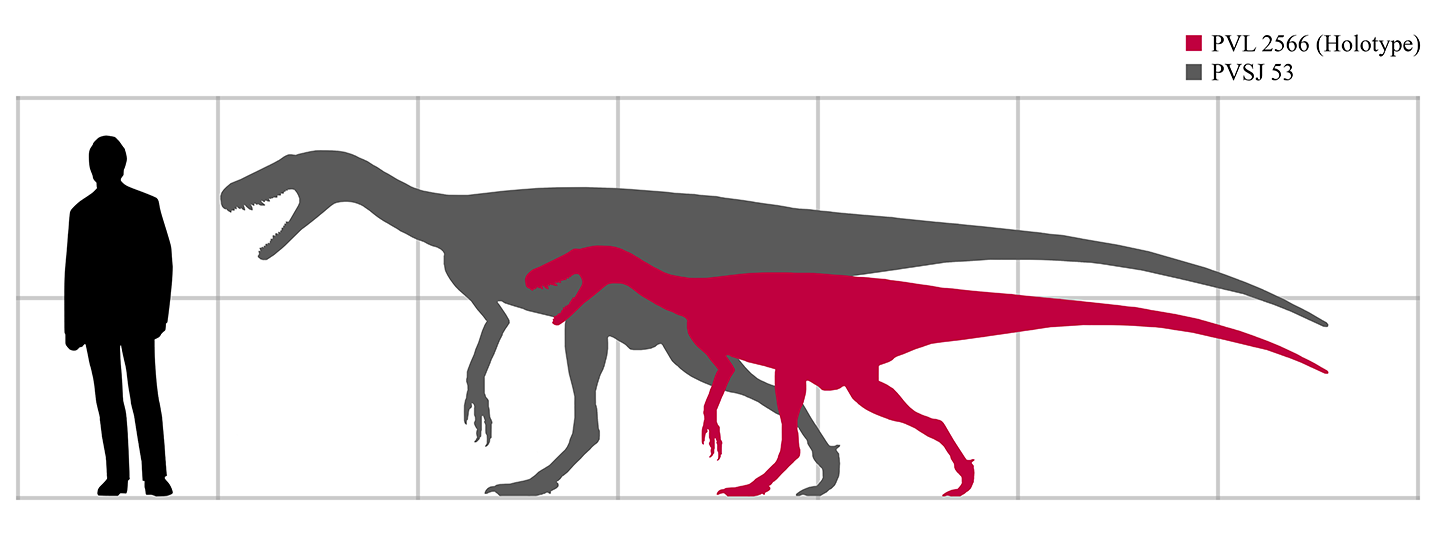
兩具艾雷拉龍化石的重建模型：紅色個體為正模標本（PVL 2566），灰色個體則是「富倫格里龍」的正模標本（PVSJ 53）

艾雷拉龍是輕巧的肉食性恐龍，有長尾巴及相當小的頭。牠的長度估計有3-6公尺，臀部高度超過1.1公尺，體重約為210至350公斤。一個最初被認為是富倫格里龍的大型標本，頭部估計長達56公分。其他較小標本的顱骨，長度估計約為30公分。

### 頭顱骨

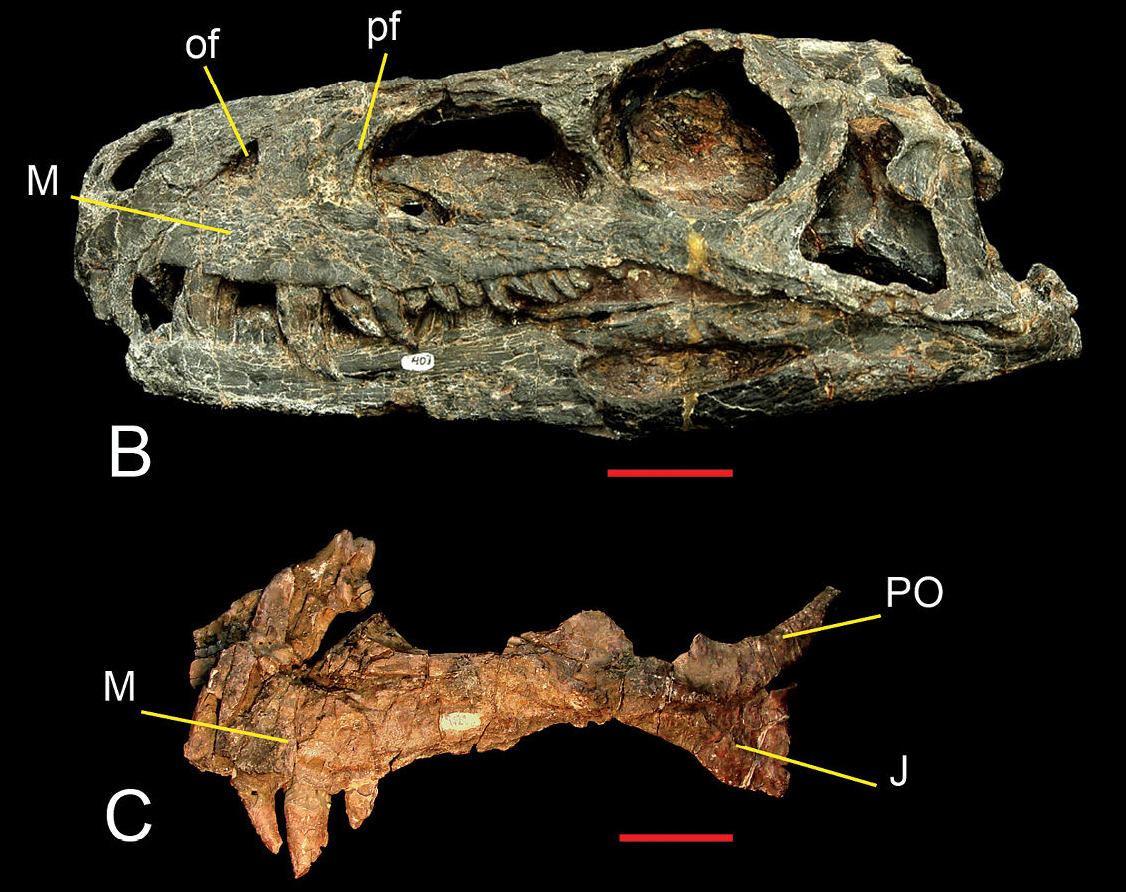
艾雷拉龍的頭顱骨（上，編號 PVSJ 407）與「富倫格里龍」的左上顎骨（下，編號 PVSJ 53）

艾雷拉龍的頭顱骨長而且窄，且幾乎沒有後期恐龍的所有特徵，卻跟較原始的主龍類（如派克鱷）沒有多大差異。牠的頭顱骨上有5對洞孔，其中兩對是眼窩及鼻孔。在眼睛與鼻孔之間是一對眶前孔，及一對長1公分、像裂縫的洞孔，稱為原上頜孔。在眼睛後是大的下顳孔。這些洞孔有助於減低頭顱骨重量。 
艾雷拉龍的下頜具有一个靈活的關節，這使得牠的下頜骨頭可以前後移動以緊緊咬住嘴中的獵物。這種特徵在其他恐龍中並不常見，但仍有一些蜥蜴獨自演化出這種特徵。他的下頜後部也带有洞孔，嘴部有大型鋸齒狀牙齒，牙齒往後彎曲。拥有修長、靈活的颈部。

### 四肢
艾雷拉龍的前肢相對較短，小於後肢長度的二分之一。肱骨及橈骨較短，而手掌较长。拇指及第二、第三指都配有彎曲而锋利的爪，可以抓住獵物。第四及第五指很短小，沒有指爪。艾雷拉龍或许是地球上最早期的恐龍之一，也有可能是最早有雙足獸腳亞目形態的動物。牠的後肢強壯，位於身體正下方，股骨較短，而腳掌較長，因而善於奔跑。尾巴用作平衡，會以重疊的尾椎突以使部份尾巴硬化，這亦是適合高速的構造。

### 原始與進階特徵
艾雷拉龍是与众不同的生物，有很多不同于其他恐龍的特徵，也有部分非恐龍的主龍類特徵。雖然牠有大部份恐龍的特徵，但仍存在著不同之處，尤其是在臀部及腿部骨頭的形狀上。牠的骨盆與蜥臀目相似，但髖臼只是部份中空。腸骨只以兩根薦骨支撐，是一種原始特徵；恥骨向後，則是馳龍科及鳥類的衍生特徵。再者，恥骨的末端是呈靴形，與鳥獸腳類的很相似；椎體的形狀則像異特龍的沙漏形狀。

## 分類
艾雷拉龍屬於同名的艾雷拉龍科，這科生存在三疊紀中期至晚期，是最早期的恐龍演化擴散結果，但是牠們在演化樹上的位置仍無法確定。牠們可能是基礎獸腳亞目恐龍，或是基礎蜥臀目恐龍，或者其實是早於蜥臀目與鳥臀目分裂演化前的早期恐龍。兩個近年的研究，則提出艾雷拉龍與其近親其實是群非常原始的獸腳類恐龍。也有研究認為，艾雷拉龍比真蜥臀類還要原始，這代表艾雷拉龍不屬於蜥腳形亞目、獸腳亞目，而是蜥臀目的相當原始物種。而這些三疊紀晚期的地層，其地質年代的測定仍有不確定性，使這群早期恐龍的歸類更加困難。
此演化支的其他屬包括，同樣來自阿根廷伊斯基瓜拉斯托組（Ischigualasto Formation）的始盜龍、巴西南部聖瑪利亞組（Santa Maria Formation）發現的南十字龍、美國阿利桑那州石化林國家公園（欽爾組，Chinle Formation）的欽迪龍、可能還有德克薩斯州的盒龍。但這些動物之間的關係卻不清楚，且非所有古生物學家都有共識。其他可能的基礎獸腳亞目恐龍，如印度三疊紀晚期的艾沃克龍及巴西三疊紀晚期的巴西大龍，都可能與艾雷拉龍有親緣關係。在1992年，费爾南多·諾瓦斯將艾雷拉龍科定義為包括艾雷拉龍、南十字龍，及牠們的共同祖先。在1998年，保羅·塞里諾（Paul Sereno）將艾雷拉龍科意義為：包含伊斯基瓜拉斯托艾雷拉龍，而不包含家麻雀的最大演化支。在2004年，麥克斯·朗格（Max Langer）則創立了一個較高階級的分類：艾雷拉龍下目。

## 歷史

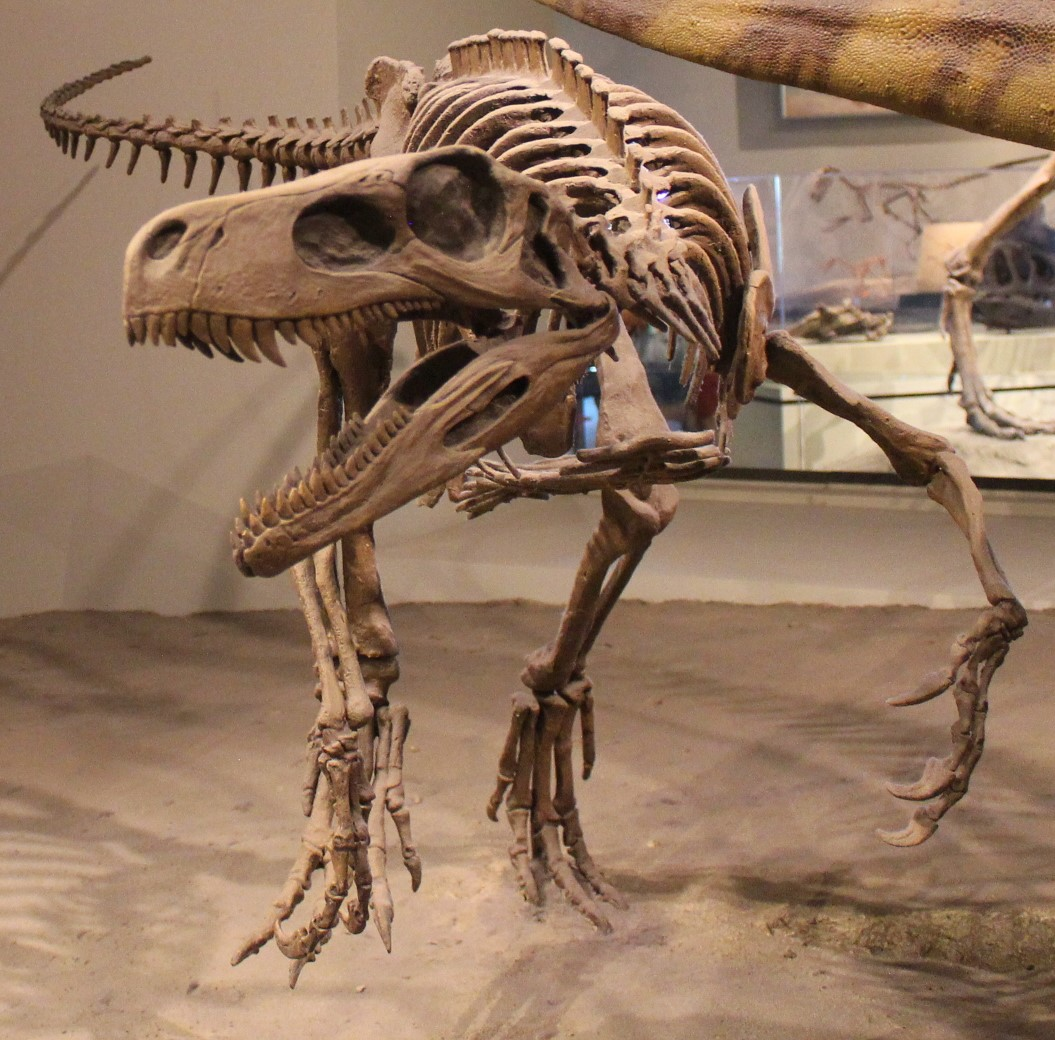
艾雷拉龍的骨架模型，位於菲爾德自然史博物館

艾雷拉龍是在1959年由阿根廷古生物學家奧斯瓦爾多·雷格敘述、命名的，屬名為紀念發現其化石的當地牧民Victorino Herrera，他在阿根廷聖胡安附近的一處露頭發現這些化石。發現化石的岩層（後來也發掘出始盜龍）屬於伊斯基瓜拉斯托組，估計可追溯至三疊紀中後期的拉丁尼階至卡尼階早期。雷格在發表艾雷拉龍的文章上，也同時命名了伊斯龍（Ischisaurus），但目前伊斯龍已被認為是艾雷拉龍的次異名，是個艾雷拉龍的幼年個體。另外發現的兩個部份骨骼與頭顱骨，在1986年由奧尼拉斯·諾瓦斯命名為富倫格里龍（Frenguellisaurus），但這個物種也被認為是艾雷拉龍的次異名。

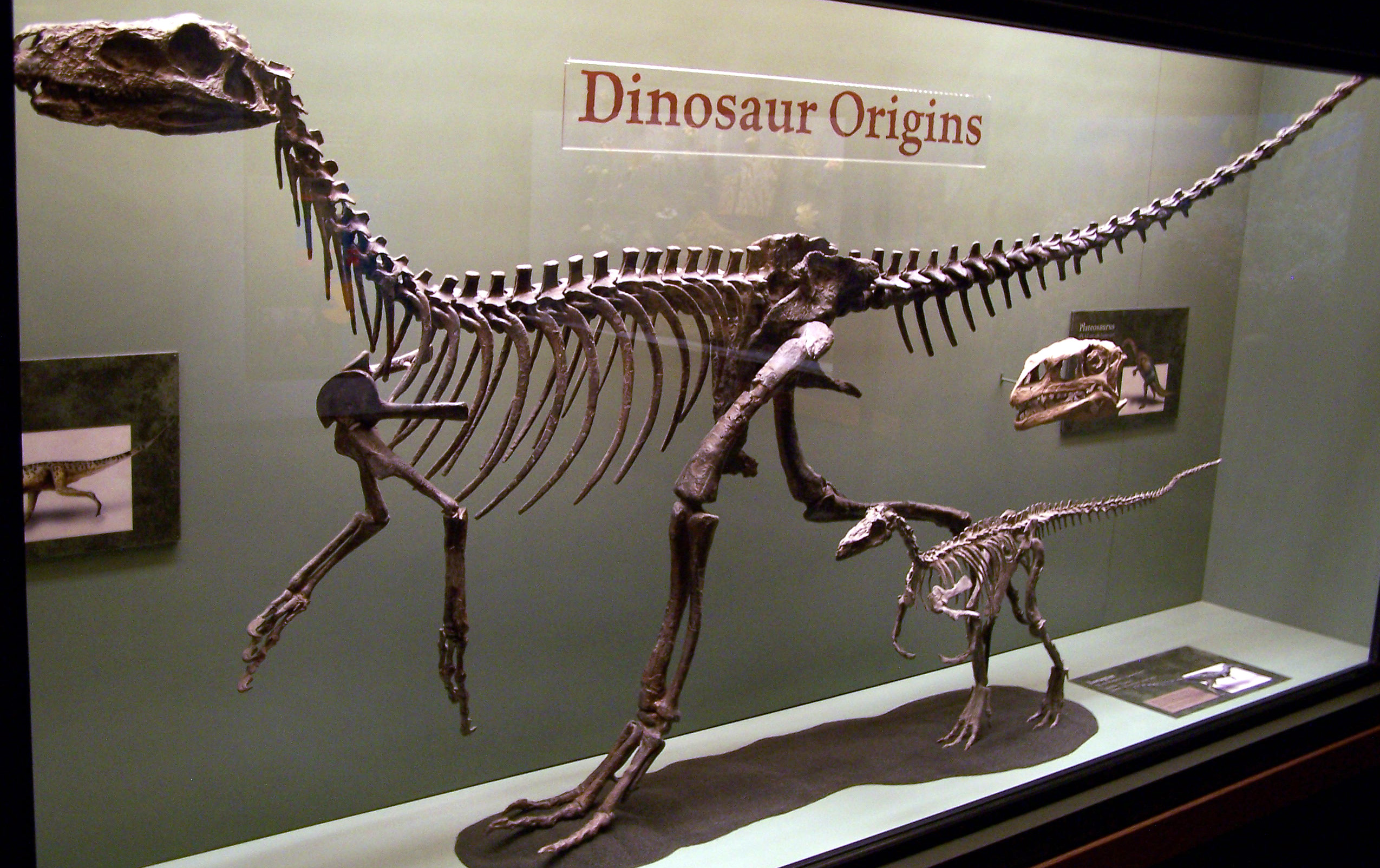
艾雷拉龍（較大者）與始盜龍（較小者）的骨架，以及板龍的頭顱骨模型（後方），三者皆為原始的蜥臀類恐龍

雷格認為艾雷拉龍是肉食龍下目的早期物種，但在後來的30年，這個假設被受爭論，而艾雷拉龍亦多次被分類在不同的位置。在1970年，艾雷拉龍被認為是原蜥腳下目。在1972年，彼得·加爾東（Peter M. Galton）認為牠們是蜥臀目。後來一些學者利用親緣分支分類法，將艾雷拉龍及南十字龍分類於鳥臀目及蜥臀目分裂演化之前的恐龍演化樹底部。幾個學者更認為牠並非恐龍。
直到1988年，古生物學家保羅·塞里諾的挖掘隊伍才發現艾雷拉龍的完整頭顱骨。根據這個新的化石材料，湯瑪斯·荷茲（Thomas Holtz）及何塞·波拿巴等學者將艾雷拉龍分類在蜥臀目演化樹的底部，位置在原蜥腳下目及獸腳亞目分化之前。但是，塞里諾則偏向認為艾雷拉龍與其近親都是原始獸腳亞目。這兩個分類法都有其支持者。奧利佛·勞赫（Oliver Rauhut）、及J. Bittencourt與W.A. Kellner支持早期獸腳亞目的假說；麥克斯·朗格與麥可·班頓（Michael J. Benton）及Randall Irmis等人，則支持基礎蜥臀目恐龍的假說。若艾雷拉龍真的是獸腳亞目，這顯示獸腳亞目、蜥腳形亞目及鳥臀目的分化，比艾雷拉龍科更早出現，時間在卡尼階中期以前；而三個分支獨立地演化出幾種恐龍特徵，例如進階型腳踝關節或中空的髖臼。這個意見更得到了足跡化石學紀錄的支持，古生物學家發現獸腳亞目形態的大型三趾腳印，發現於阿根廷的Los Rastros組地層，是個拉丁尼階地層，從此估計艾雷拉龍的年代可推前500萬-300萬年。
艾雷拉龍及始盜龍的化石，有助於古動物學家檢驗恐龍是否演化於共同祖先的理論。在1970年代，羅伯特·巴克與彼得·加爾東先後提出恐龍單系群理論。之後經過多位學者的研究，總共列出9個顱骨及50個顱後身體骨骼的共有衍徵。但是在1992年，保羅·賽里諾在研究艾雷拉龍後，發現前述研究裡，只剩下1個顱骨及7個顱後骨骼的共有衍徵，而恐龍的其餘特徵則是平行演化的結果。

## 古生態學

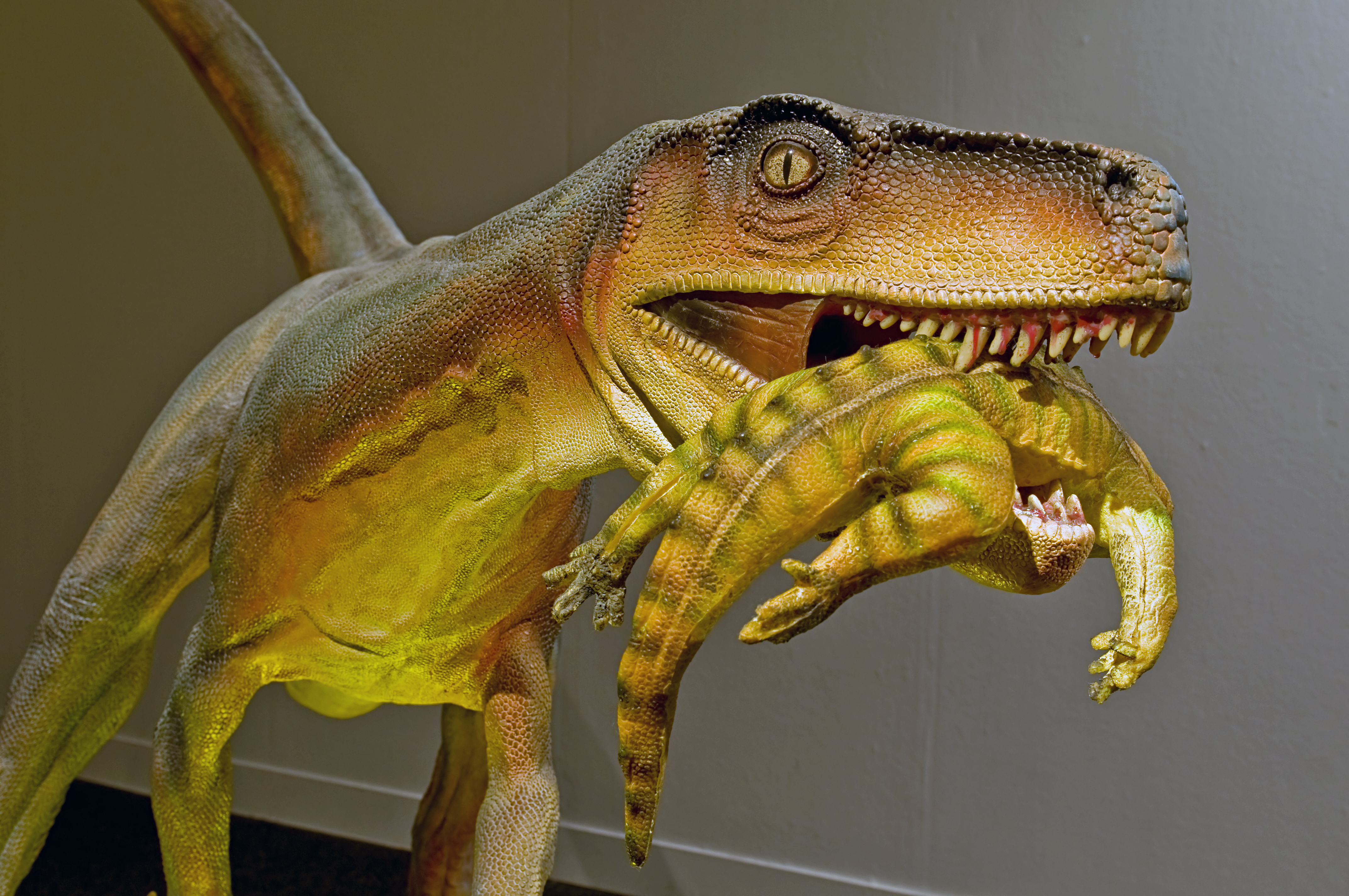
艾雷拉龍捕食幼年異平齒龍的模型

雖然艾雷拉龍與大型的肉食性恐龍有同樣的身體外形，但是牠是卻是生活在2億3千萬年前，恐龍還是很小型的時代。那時是非恐龍爬行動物稱霸的時代，及地球生態系統轉變的時代。伊斯基瓜拉斯托組及稍晚期的洛斯科洛拉多斯組（Los Colorados Formation）的脊椎動物群，主要包含多樣化的伪鳄类及合弓綱動物。例如在伊斯基瓜拉斯托組，只有6%的化石是恐龍。到三疊紀末期，恐龍才支配陸地，而其他伪鳄类及合弓類動物則失去多樣性、數量上的優勢。
有研究指出伊斯基瓜拉斯托組的古生態環境，是火山活躍及充滿森林的氾濫平原。氣候溫暖而潮濕，有明顯的季節性變化，常發生季節性降雨。該地的植物包括有枝脈蕨屬、木賊屬及巨大的松科。這些植物形成了高地河岸森林。艾雷拉龍似乎是伊斯基瓜拉斯托組最常見的肉食性動物。艾雷拉龍與其他早期恐龍（如始盜龍）一同生存在三疊紀的南美洲森林，以及巨大的肉食性勞氏鱷目蜥鱷、鳥鱷科的脈鱷、及掠食性的犬齒獸亞目。草食性動物的數量，較肉食性動物為多，當中有喙頭龍科（如異平齒龍）、堅蜥目、二齒獸下目（如伊斯基瓜拉斯托獸）、及橫齒獸科（Traversodontidae）。牠們的數目比類似皮萨诺龙的早期鳥臀目恐龍更多，因此艾雷拉龍可能以這些動物為食，較少以早期恐龍為食。

## 古生物學

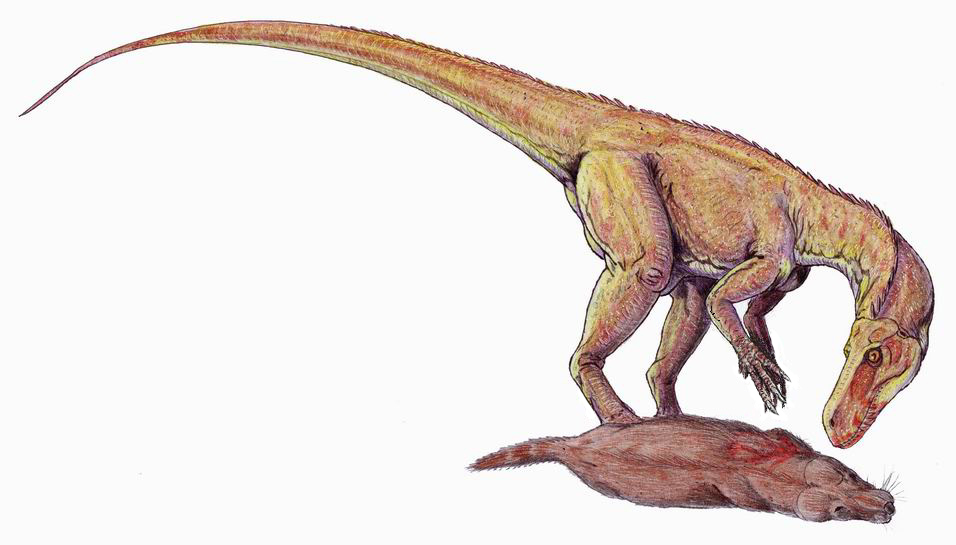
艾雷拉龍獵食合弓動物的復原圖

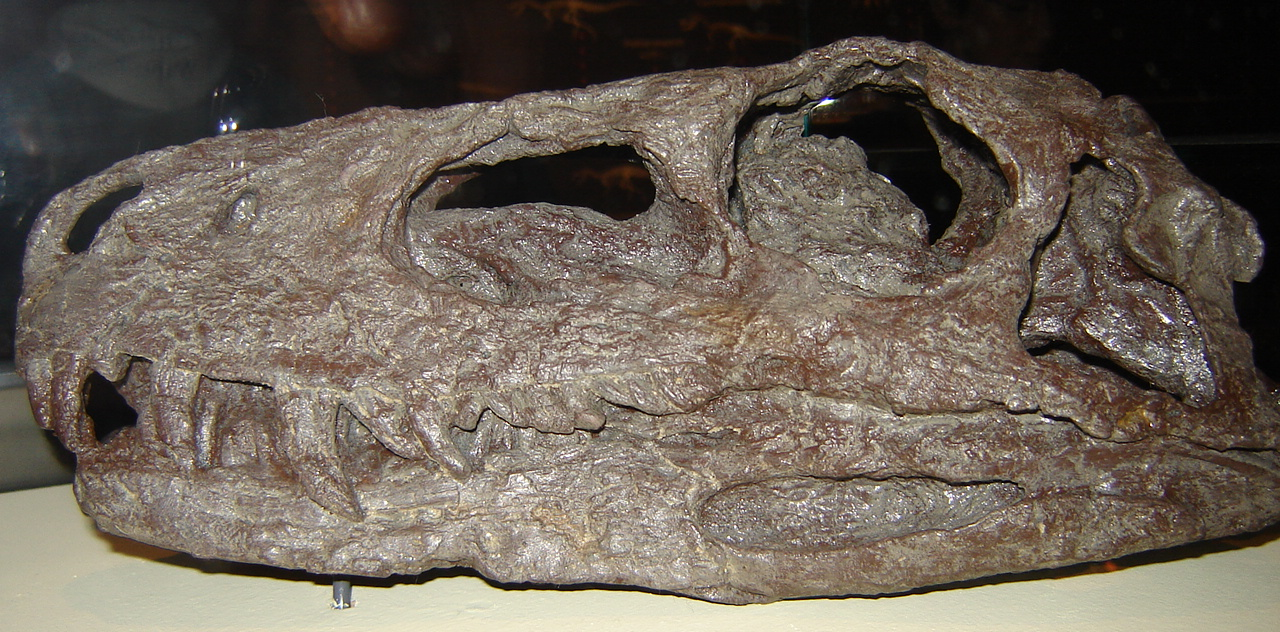
最早被發現的艾雷拉龍完整頭顱骨（編號PVSJ 407）

艾雷拉龍的牙齒顯示牠是肉食性的。牠的體型顯示牠獵食小型及中型的動物。牠有可能以其他恐龍為食，如草食性的皮萨诺龙。但是由於艾雷拉龍生活的時代，恐龍並未普及，主要的獵物應包括喙頭龍目及合弓綱動物。從一個艾雷拉龍頭顱骨的咬痕估計，牠本身可能是巨大的勞氏鱷目（如蜥鱷）的獵物。
從伊斯基瓜拉斯托組發現的糞化石，因為當地的艾雷拉龍化石豐富，而被編入了艾雷拉龍屬中。這些糞化石包含了小型的骨頭，但卻沒有植物碎片。從糞化石的礦物質及化學分析中發現，艾雷拉龍有消化骨頭的能力。
在2011年，科學家比較艾雷拉龍、現代鳥類與爬行動物的鞏膜環大小，提出艾雷拉龍可能屬於無定時活躍性的動物，覓食、移動行為跟白天黑夜沒有正相關，只休息短暫時間。

### 病理
在2001年，布魯斯·羅斯柴爾德（Bruce Rothschild）等人發表一份獸腳類恐龍的壓力性骨折研究。他們研究艾雷拉龍的12個手掌骨頭、20個腳掌骨頭，沒有發現壓力性骨折的跡象。
一個帶有凹處的頭顱骨（編號PVSJ 407）化石，凹處最初被鑑定為咬痕。這個頭顱骨的夾板骨發現兩個凹處。凹處的週圍腫起、多孔，顯示凹處其實導因於感染，但感染是短時間的，沒有導致該動物死亡。根據感染處的大小、角度，有可能是這隻艾雷拉龍在打鬥時受傷、感染。

## 外部連結
- （英文）美國加州大學古生物學博物館介紹艾雷拉龍 （页面存档备份，存于）
- （西班牙文）艾雷拉龍 （页面存档备份，存于）
- （英文）早期恐龍的簡介 - Thescelosaurus!
- （英文）艾雷拉龍的詳述 - Dinodata （页面存档备份，存于）